# Spirowo (wieś w rejonie spirowskim)
Spirowo (ros. Спирово) – wieś (dieriewnia) w Rosji, w obwodzie twerskim, w rejonie spirowskim. W 2010 liczyła 552 mieszkańców.